# Haplidus
Haplidus is een kevergeslacht uit de familie van de boktorren (Cerambycidae). De wetenschappelijke naam van het geslacht werd voor het eerst geldig gepubliceerd in 1873 door LeConte.

## Soorten
Haplidus omvat de volgende soorten:
- Haplidus glabricollis Chemsak & Linsley, 1964
- Haplidus laticeps Knull, 1941
- Haplidus mandibularis Chemsak & Linsley, 1963
- Haplidus nitidus Chemsak & Linsley, 1963
- Haplidus parvulus Chemsak & Linsley, 1963
- Haplidus pubescens Chemsak & Linsley, 1964
- Haplidus testaceus LeConte, 1873